# Central Manchester
Central Manchester és una població dels Estats Units a l'estat de Connecticut. Segons el cens del 2005 tenia 55.572 habitants.

## Demografia
Segons el cens del 2000, Central Manchester tenia 30.595 habitants, 13.080 habitatges, i 7.586 famílies. La densitat de població era de 1.831,4 habitants per km².
Dels 13.080 habitatges en un 27,9% hi vivien nens de menys de 18 anys, en un 40% hi vivien parelles casades, en un 13,9% dones solteres, i en un 42% no eren unitats familiars. En el 32,7% dels habitatges hi vivien persones soles l'11,7% de les quals corresponia a persones de 65 anys o més que vivien soles. El nombre mitjà de persones vivint en cada habitatge era de 2,31 i el nombre mitjà de persones que vivien en cada família era de 2,97.
Per edats la població es repartia de la següent manera: un 23,4% tenia menys de 18 anys, un 8,4% entre 18 i 24, un 33,3% entre 25 i 44, un 20,1% de 45 a 60 i un 14,8% 65 anys o més.
L'edat mediana era de 36 anys. Per cada 100 dones de 18 o més anys hi havia 88,9 homes.
La renda mediana per habitatge era de 43.977 $ i la renda mediana per família de 53.979 $. Els homes tenien una renda mediana de 39.913 $ mentre que les dones 30.218 $. La renda per capita de la població era de 22.656 $. Aproximadament el 6,8% de les famílies i el 9,4% de la població estaven per davall del llindar de pobresa.

## Poblacions més properes
El següent diagrama mostra les poblacions més properes.